# Kónin japán császár
Kónin császár (光仁天皇 Kōnin-tennō, 709. november 18. – 782. január 11.), a hagyományos öröklési rend szerint Japán 49. császára volt, aki 770 és 781 között uralkodott.

## Élettörténete
Tendzsi császár unokájaként és Siki birodalmi herceg fiaként a személyneve Sirakabe herceg volt. Eredetileg nem számított trónörökösnek, mivel Tenmu császár és családja ült a trónon.
Sómu császár lányával, Ikami birodalmi hercegnővel kötött házasságából egy fia és egy lánya született. Miután sógornője, Sótoku császárnő meghalt, Sirakabe lett a trónörökös.
A legfőbb bírák elmondása szerint a császárnő végrendeletében őt jelölte meg örökösének. Ezt megelőzően úgy vélték a hercegnek nincsenek politikai ambíciói. Kónin császárnak öt felesége, és hét gyermeke volt.

### Életének főbb eseményei
- 769. szeptember 8. (Dzsingo-keiun 3. éve): Sótoku császárnő uralkodása ötödik évében meghalt. Végrendeletében a főtanácsadói tisztséget betöltő Sirakabe herceget nevezte meg örökösének.
- 770. augusztus 28. (Dzsingo-keiun 4. éve ): Tendzsi császár unokájaként az ekkor 62 éves Sirakabe herceg Kónin néven császár lett.
- 770. október 23. (Dzsingo-keiun 4. éve): Egy formális ceremónia keretében Kónin császár trónra lépett, követve a nemesek és a miniszterek terveit. Ezen a napon a dinasztia és egyben a korszak a Hóki nevet kapta.
- 781 (Ten'ó 1. éve): Uralkodása tizenegyedik évében fia, Jamabe javára Kónin császár lemondott a trónról. Jamabe herceg császárként a Kanmu nevet vette fel.
- 781 (Ten'ó 1. éve): Kónin császár 73 éves korában elhunyt.

## Öröksége
Az államháztartás és a közigazgatás reformjára törekedett, melyek Kóken császár uralkodása alatt korrupttá váltak.

## Politikai konfliktusok az örökösök körében
Trónra lépését követően Ikami birodalmi hercegnőt császárnővé tette, majd a rákövetkező évben fiát, Osabe birodalmi herceget trónörökössé nevezte ki. Anyai ágon Osabe herceg Sómu császár unokája volt, tehát egyike Tenmu császár kevés leszármazottjainak. Ugyanakkor a Tenmu-ház végül nem örökölte meg a trónt.
772-ben Jamabe birodalmi herceget nevezték ki trónörökösnek, ezzel megfosztva Osabe herceget korábbi rangjától.
A Shoku Nihongi állítása szerint a csere az alábbiak szerint zajlott:
772–ben Ikami császárnőt megvádolták férje megátkozásával, ezért Kónin császár megfosztotta császárnői rangjától. Ugyanennek az évnek az ötödik hónapjában Osabe herceget is megfosztotta rangjától. 773–ban pedig megvádolták őket Kónin testvérének, Naniwa hercegnőnek a meggyilkolásával. E tettükért száműzték őket a császári udvarból és Jamato tartományban házi fogságba helyezték, ahol két év után mindketten életüket vesztették.
772–ben Jamabe herceg vált a trónörökössé. Édesanyja Takano no Niigasa Baekje királyának, Muryeong-nak a leszármazottja volt. Mivel családja nem rendelkezett komoly politikai befolyással, kinevezésére nem kerülhetett volna sor Osabe herceg hatalomtól való megfosztása nélkül.
Ma úgy vélik, hogy Ikami császárnő és Osabe herceg gyanúba keverésének fő célja a herceg eltávolítása volt a trón közeléből, és a gyilkosság hátterében valószínűleg Fudzsiwara no Momokawa állt.
Kónin uralkodásának kései éveiben és Kanmu uralkodásának korai szakaszában viszonylag kevés konfliktus volt jellemző, amit a hétköznapi emberek csak politikai leszámolásnak tudtak be.
800 környékén, Kanmu császár uralkodása alatt az egykori Ikami hercegnőt vissza helyezték császárnői rangjába, valamint több szentélyt és templomot is emeltek a tiszteletére.

## Kugjó
Kugjó (公卿; Hepburn: Kugyō) egy gyűjtőfogalom, azon kevés nagy hatalommal rendelkező embert jelenti, akik csatlakoztak a japán császári udvarghoz a Meidzsi-kor előtti időkben. Azokban az években is, amikor az udvar tényleges befolyása a császári palota falain kívül minimális volt, a hierarchia megmaradt.
Gyakorlatilag ez az elit csoport csak három vagy négy tagot számlált egy időben. Ők voltak az örökletes udvaroncok, akik a tapasztalataik és hátterük segítségével karrierjük csúcsára emelkedhettek. Kónin uralkodása alatt ők jutottak a Daidzsókan csúcsára:
- Sadaijin, Fudzsiwara no Nagate(藤原永手)
- Sadaijin, Fudzsiwara no Uona(藤原魚名)
- Udaijin, Ónakatomi Kijomaro(大中臣清麿)
- Naidaijin, Fudzsiwara no Josicugu(藤原良継)
- Naidaijin, Fudzsiwara no Uona(藤原魚名)
- Dainagon, Funja no Ócsi(文室大市)
- Dainagon, Fudzsiwara no Uona(藤原魚名)
- Sangi, Fudzsiwara no Momokawa(藤原百川)

## Házastársai és gyermekei
Császárnő: Ikami birodalmi hercegnő(井上内親王)(717–775)
- Osabe birodalmi herceg (他戸親王)(751–775)
- Szakahito birodalmi hercegnő (酒人内親王), később Kanmu császár felesége

Hi: Owari hercegnő (尾張女王), Juhara birodalmi herceg lánya
- Hieda birodalmi herceg (稗田親王)(751–781)

Bunin: Takano no Niigasa (高野新笠)
- Noto birodalmi hercegnő (能登内親王)
- Jamabe birodalmi herceg (山部親王)
- Szawara birodalmi herceg (早良親王)

Bunin: Fudzsiwara no Szósi (藤原曹子)
Bunin: Ki no Mijako (紀宮子)
Bunin: Fudzsiwara no Nariko (藤原産子)

## Fordítás
- Ez a szócikk részben vagy egészben  az   Emperor Kōnin című angol Wikipédia-szócikk fordításán alapul.  Az eredeti cikk szerkesztőit annak laptörténete sorolja fel. Ez a jelzés csupán a megfogalmazás eredetét és a szerzői jogokat jelzi, nem szolgál a cikkben szereplő információk forrásmegjelöléseként.